# 宝島 (コブクロの曲)
「宝島」（たからじま）は、コブクロの楽曲で、7枚目のシングル。2003年4月9日発売。発売元はワーナーミュージック・ジャパン。

## 解説
前作「雪の降らない街」以来、約5ヶ月ぶりのシングルで、本人たちいわく「『轍』以来のアップテンポシングル」。少年時代の秘密基地や学校以外で教わったことなどをイメージした楽曲である。オリコンチャート初登場11位。
北海道テレビ開局35周年記念特別アニメ『onちゃん夢パワー大冒険!』（2003年8月5日放送 ※北海道ローカル）のエンディングテーマ曲に選ばれた。
カップリングの「愛する人よ」は、デビュー曲「YELL〜エール〜」以来である、東京海上のCMソングとなった。
このシングルのPVではレコーディングスタジオでコブクロがライブをしている様子が収録されている。

## 収録曲
- 全作詞・作曲：小渕健太郎、編曲:笹路正徳

1. 宝島
2. 愛する人よ
3. 宝島 (Instrumental)
4. 愛する人よ (Instrumental)

## 収録アルバム
- STRAIGHT(#1,2、#2はアルバムバージョン)
- ALL SINGLES BEST(#1)
- FAN'S MADE BEST(#2、アルバムバージョン)
- ALL TIME BEST 1998-2018(#1,#2)

## ライブ映像・音源作品
| 曲名       | 発売年 | 規格        | 作品名                                                                          | 収録日         |
| ---------- | ------ | ----------- | ------------------------------------------------------------------------------- | -------------- |
| 宝島       | 2004年 | DVD         | コブクロ LIVE! GO! LIFE!                                                        | 2003年12月30日 |
| 宝島       | 2007年 | DVD/Blu-ray | KOBUKURO LIVE TOUR '06 "Way Back to Tomorrow"FINAL                              | 2006年12月3日  |
| 宝島       | 2012年 | CD          | ALL SINGLES BEST 2 (初回限定盤B)                                                | 2006年12月3日  |
| 宝島       | 2018年 | DVD/Blu-ray | KOBUKUROAD3 〜KOBUKURO FAN FESTA 2017〜                                         | 2017年3月18日  |
| 宝島       | 2020年 | DVD/Blu-ray | KOBUKURO 20TH ANNIVERSARY TOUR 2019 "ATB" at 京セラドーム大阪                   | 2019年7月21日  |
| 宝島       | 2025年 | DVD/Blu-ray | KOBUKURO 25TH ANNIVERSARY TOUR 2024 "QUARTER CENTURY" FINAL at Asueアリーナ大阪 | 2024年11月10日 |
| 愛する人よ | 2004年 | DVD         | コブクロ LIVE! GO! LIFE!                                                        | 2003年12月30日 |